# 乱!総選挙2014
『乱!総選挙2014』（らん!そうせんきょにせんじゅうよん）は、TBSテレビ（JNN系列）で放送された、2014年（平成26年）12月14日執行の第47回衆議院議員総選挙に関する選挙特別番組。

## 概要
JNNの選挙特別番組『乱!』シリーズの第5弾であり、衆議院議員総選挙の開票特番に特化すると第4弾である。
第1部では、『Nスタ』アンカーの竹内明が初めて総合司会を担当し、佐古忠彦が情報キャスターを担当する。第2部では、竹内に代わり佐古と加藤シルビアが司会を担当する。加藤にとってはこれが初めて担当する選挙特番である。メインキャスターや進行役の他に、第1部では「ゲスト」として『ひるおび!』司会の恵俊彰が出演する。

## 放送時間
- 第1部　19:57 - 22:00頃
- 第2部　22:00頃 - 23:10頃
- 第3部　23:10頃 - 翌1:00
- 第4部　翌1:15 - 2:30

※翌1:00 - 1:15は『S☆1』により中断

## 出演者

### 第1・2部
総合司会
- 竹内明（TBSテレビ報道局 記者・キャスター）

キャスター
- 膳場貴子（『NEWS23』メインキャスター）

アンカー
- 岸井成格（毎日新聞社特別編集委員）

ゲスト
- 恵俊彰（タレント、『ひるおび!』総合司会）

情報キャスター
- 佐古忠彦（TBSテレビ報道局 編集部記者・キャスター）
- 高畑百合子（TBSアナウンサー）

解説
- 日野桂文（TBSテレビ報道局 政治部長 ※社長室担当局次長）

### 第3・4部
メインキャスター
- 佐古忠彦
- 加藤シルビア（TBSアナウンサー）

情報キャスター
- 蓮見孝之（TBSアナウンサー）
- 高畑百合子

解説
- 杉尾秀哉（TBSテレビ報道局 編集センター解説・専門記者室長）
- 龍崎孝（TBSテレビ報道局 解説委員）

## 系列局での扱い
これまでの選挙特番と同様、番組の一部を自社製作版に差し替えて放送する。
毎日放送
毎日放送では、今回も番組の大半を『ちちんぷいぷい』・『VOICE』をベースにした『ちちんぷいぷい×VOICE 乱!総選挙2014』へ差し替え。総合司会は西靖（毎日放送アナウンサー）と山本浩之（フリーアナウンサー）が務め、石田英司（毎日放送社員、元同社報道局社会部デスク）が解説を担当。

CBCテレビ
CBCテレビは番組の一部を『イッポウ』をベースにした『イッポウ 乱!総選挙2014』に差し替えて、中京地区の開票速報情報等を放送する。
北海道放送
北海道放送は番組の一部を『今日ドキッ!』をベースにした『乱!総選挙2014 HOKKAIDO』に差し替えて、北海道の開票速報情報などを放送する。司会は堀啓知・高橋友理（どちらもHBCアナウンサー）。
RKB毎日放送
RKB毎日放送は『今日感テレビ』をベースにした特番に一部差し替え、福岡・佐賀の開票速報情報などを放送する。
東北放送
東北放送は、番組の一部を宮城地区の開票速報情報に差し替え。
静岡放送
静岡放送は、静岡地区の開票速報情報等を一部差し替え。
山陽放送
山陽放送は、『RSKイブニングニュース』のキャスターが出演し、岡山・香川の開票速報情報を放送する。
中国放送
中国放送は、番組の一部を広島地区の選挙開票速報情報に差し替え。

### その他系列局
また、CS放送のTBSニュースバードでは『TBSニュースバード衆院選2014 すべて見せます!最終議席まで』を12月14日の19:55から翌朝6:00ごろまで放送した。メインキャスターは伊藤隆太（TBSアナウンサー兼TBSテレビ報道局社会部記者）。